# Династический орден Липпе
Княжеский династический орден Липпе (нем. Der Fürstlich-Lippische Hausorden) — государственная награда (династический орден) германских государств Липпе-Детмольд и Шаумбург-Липпе.

## История и описание
Награда была учреждена 5 октября 1869 года, первоначально как Княжеский почетный крест Липпе ((нем. Fürstlich-Lippisches Ehrenkreuz) совместно правителями двух соседних государств: принцем Леопольдом III Липпе-Детмольдским и Адольфом I Георгом фон Шаумбург-Липпе, которые приходились друг другу дальними родственниками. Уже вскоре после этого оба княжества вошли в состав объединённой Германии, однако сохраняли в её составе автономию и определённый суверенитет во внутренних делах вплоть до 1918 года.
Орден имел три степени (позже была добавлена четвёртая) и орденскую медаль двух степеней, которые служили, как бы низшими степенями ордена. По немецкой орденской традиции, за военные заслуги знаки ордена всех степеней дополнительно украшались мечами, а если необходимо было повысить престиж награды, вручённой за гражданские заслуги — дубовыми листьями. Подобная система существовала в то время и в России, где некоторые орденские знаки могли вручаться с мечами и бантом, только с мечами, только с бантом или же без них. 

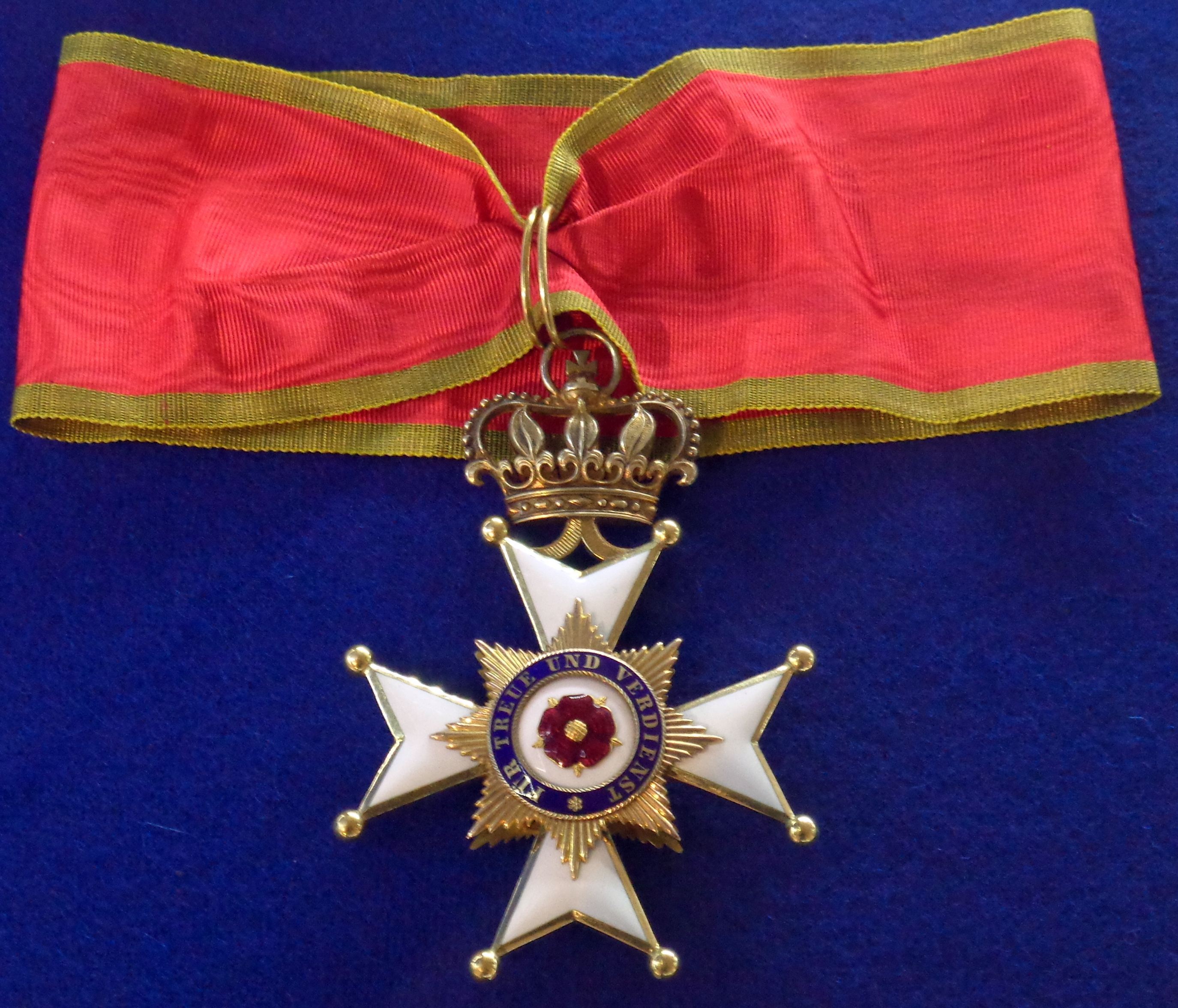
Знак ордена с шейной лентой.

Знак ордена представлял собой крест мальтийского типа белой эмали, в центре которого размещалось миниатюрное накладное изображение золотой восьмилучевой орденской звезды. В центре звезды в круге белой эмали размещалось украшенное красной эмалью изображение гербового цветка дома Липпе. Вокруг центрального круга, накладными золотыми буквами по синей эмали был написан орденский девиз.  На оборотной стороне орденского знака, в его центре, также накладными золотыми буквами по синей эмали был написан вензель князя, его вручившего. Заострённые «ласточкины хвосты» мальтийского креста были украшены золотыми шариками. Знаки ордена, по крайней мере, высших степеней, украшались сверху миниатюрной золотой короной.
Лента ордена — красная, с каймой золотого оттенка. Знаки высших степеней носились на шейной ленте, прочие — в петлице. Орденская звезда (идентичная миниатюрному изображению в центре креста), похоже, носилась только князьями — суверенами ордена.
В 1918 году, с провозглашением Веймарской республики, вручение государственных наград Липпе было прекращено.